# Konzul (opera)
Konzul (v anglickém originále The Consul) je tříaktová opera (autor ji označuje jako „hudební drama“) italsko-amerického skladatele Giana Carla Menottiho na vlastní libreto z roku 1949. Je to jeho první celovečerní opera. Měla premiéru dne 1. března 1950 ve Shubert Theatre ve Filadelfii, později byla se značným úspěchem u kritiky i publika hrána na Broadwayi i v jiných amerických a světových divadlech a je považována za Menottiho nejzávažnější operu. Dodnes se poměrně často hraje.

## Vznik opery
Díky svému zájmu o film a dramatickým schopnostem získal Gian Carlo Menotti ve 40. letech smlouvu od Metro-Goldwyn-Mayer jako filmový scenárista. Z jeho scénářů nebyl žádný natočen, jeden z nich však skladatel nakonec přetvořil ve svou první celovečerní operu pod názvem Konzul. Námět je aktuální z doby první fáze studené války: lidé pronásledovaní totalitním systémem své země narážejí jako žadatelé o azyl na nepřekonatelné byrokratické překážky. Americký postoj k imigrantům se v poválečných letech postupně zpřísňoval, což vyvrcholilo přijetím McCarran-Walterova zákona roku 1952 omezujícího imigraci zejména z východní Evropy a zakazující vstup osobám podezřelých z podvratné činnosti. Bezprostředním podnětem pro Menottiho byla krátká zpráva v The New York Times z 22. února 1947 Immigrant a Suicide. Woman Denied Entry to the U.S. Hangs Herself on Ellis Island o polské uprchlici před komunistickým režimem, která po marném čekání na americké vstupní vízum spáchala sebevraždu; tato žena jménem Sofia Feldy se stala předobrazem Magdy Sorelové v Konzulovi. Příběh však odráží i zkušenosti Menottiho židovských přátel pokoušejících se před druhou světovou válkou opustit nacistické Německo a Rakousko.
Menotti dílo neuvedl nejprve na tradiční operní scéně; na základě kladných zkušeností s Mediem a Telefonem (1947) se je rozhodl uvést na broadwayském jevišti. Tomu přizpůsobil i formu opery. Počet pěveckých úloh je omezený a nejsou příliš náročné, s výjimkou role hlavní hrdinky Magdy. V prvním nastudování jí ujala představitelka řady Menottiho postav – nejnověji madame Flory v Mediu – Patricia Newayová. Opera nevyžaduje sbor a i orchestr je obsazen poměrně skromně, rovněž na výpravu nečiní libreto velké nároky. I autorovo žánrové označení „hudební drama“ není odkazem na wagnerovskou koncepci hudebního dramatu, ale spíše na hudební divadlo (muzikál...) pěstované na Broadwayi v kontrastu k institucionalizované opeře.
Podle newyorské inscenační tradice proběhla před broadwayskou inscenací série „zkušebních“ představení ve Filadelfii (Shubert Theatre) od 1. března 1950 a 15. března dorazil Konzul na Broadway do Ethel Barrymore Theatre. Zaznamenal zde – zejména na operu – velký úspěch u obecenstva, hrál se osm měsíců a dosáhl 269 představení. Operu převzalo mnoho dalších amerických divadel; na operní scéně se v New Yorku objevila až roku 1960, kdy ji nastudovala New York City Opera. Měla ale i vynikající kritický ohlas, soustřeďující se zejména na aktuálnost námětu a naléhavost zpracování (významný kritik Olin Downes napsal: „Konzul je stejně současný jako studená válka, surrealismus, televize [a] atomová bomba.“). Výrazem uznání bylo i udělení Pulitzerovy ceny za hudbu za rok 1950 a ceny Newyorského kruhu divadelních kritiků (New York Drama Critics' Circle Award).

## Charakteristika opery
Příběh opery a jeho ztvárnění jsou sugestivní a silně a přímo působí na diváka. I když děj není soustavně depresivní a najdou se i lyrické nebo komické scény (vystoupení kouzelníka Magadoffa na konzulátě), převládá „kafkovsky zcizující atmosféra“ (Jan Trojan). Například titulní a jakoby všemocná postava – konzul – na jevišti vůbec nevystoupí.Přitom působí zejména dramatická architektura, zatímco text je na některých místech poněkud plakátový a moralizující. Americký spisovatel Barry Singer Konzula popsal jako „náladové tříaktové cvičení v noir-promáčené paranoie, která zachycuje zeitgeist studené války roku 1950“. Angažovanost námětu je v některých ohledech na újmu jeho zpracování, jde však o námět pro západní společnost stále aktuální, ba nadčasový. Podle W. Zidarica jde o „dílo více než kdy jindy zakořeněné v současné realitě, ale jehož filosofický dosah ji překračuje“; je to „pronikavá metafora negace svobody“ a „akt pevného odsouzení veškeré moci, která brání lidské svobodě“. Hudební historik Wilfrid Mellers Konzula označil za „skutečně děsivou vizi odlidštěného světa byrokracie“.
Hudba Konzula, stejně jako v případě ostatních Menottiho děl, na tonálním základě, často modálně zabarveném. Řada míst má tradiční formu, například tercet v 1. obraze 1. dějství nebo kvintet v jeho 2. obraze, vojenský pochod – i když v bizarním 5/4 tempu – nebo snový valčík v poslední scéně. Muzikolog Jan Trojan hovoří o „přiléhavé hudbě s uzavřenými čísly, zpěvnou melodikou a názvuky na postromantickou tvorbu“. Vedle Menottiho dlouhodobých vzorů (Verdi, Puccini, Musorgskij se zde dají nalézt ozvuky modernějších skladatelů 1. poloviny 20. století jako Leoš Janáček, Richard Strauss nebo němečtí expresionisté (Paul Hindemith, Alban Berg). Podle Menottiho biografa Donalda L. Hixona skladatel v Konzulovi „chytře uspořádal mluvené slovo, recitativ, arioso a árii […] do výrazová hierarchie. Na prvních třech stupních této hierarchie Menotti občas zní jako Janáček. […] Ve velkých vyvrcholeních však veškerá zástěrka modernity opadá ve prospěch bujného hudebního jazyka Pucciniho.“
Hudební provázanost zajišťuje výskyt různých charakteristických motivů účinně přebíraných střídavě postavami i orchestrem v průběhu opery; je to například motiv „papírů“, motiv matčina nářku, motiv matčiny ukolébavky, motiv policie nebo motiv kouzelníka. Zvláštní úlohu má pastiš francouzského šansonu, který uvádí první i druhé dějství a ozve se naposledy těsně před smrtí protagonistky.
Ve srovnání s dřívějšími i pozdějšími operami zde Menotti – i díky vypjatosti námětu – nejvíce využívá soudobé skladebné techniky a disonance (například v orchestrálním úvodu), zacházející zejména ve finální scéně Magdiny sebevraždy až k atonalitě.
Někteří kritici vytýkali opeře nedostatek hudební charakterizace, tak Cecil Smith: „Je vážným, ba fatálním nedostatkem Menottiho řemesla, že je v zásadě neschopen vykreslit své postavy hudbou, kterou zpívají. Nikdo si nesplete Rigolettovy pocity s Gildinými nebo Beckmesserovy s pocity Hanse Sachse; jejich individualita je zjevná z jejich hudby. Ale Menottiho melodie se zřídka liší od jedné postavy k druhé.“ Menotti sám se však domníval, že „v Konzulovi jsem byl schopen vdechnout svým postavám okamžitě život, což se myslím v opeře stává velmi zřídka“. O hlavní postavě Magdy Sorelové W. Zidaric říká, že „Menotti ji nadal dramatickou a hudební osobností, která nemusí nic závidět největším rolím operního repertoáru“.
Kritizována byla i orchestrace, tak opět Cecil Smith: „Dílu [= Konzulovi] by byla bývala prospěla mnohem zručnější kontrola nad těmi četnými rozličnými způsoby, jak se mohou zpěvní party vztahovat k textu na jedné straně a k orchestrálnímu doprovodu na straně druhé. A úloha orchestru je příliš služebná; pramálo přispívá jak k okamžikům vypjaté výmluvnosti, tak ke všednímu úkolu postrkování hudebních myšlenek vpřed, a příliš usilovně opakuje rytmická motta a poskytuje zvukové efekty.“ (Skladatel v opeře skutečně používá různé zvukové efekty, například hrom, tikání plynového hořáku, aj.) Naopak například kritik The New York Times Ollie Downes o Menottim napsal, že „umí psát tím nejprostším, nejpřímějším, nejmelodičtějším způsobem. Anebo se umí ponořit do kontrapunktu, anebo používat podle libosti polytonalitu, polyrytmiku, to nejrůznorodější orchestraci. Ví, jak nechat pár smyčců zpívat rekviem tím nejmodernějším způsobem, a ví, jak dunět bubnovými paličkami na nejnižších tónech klavíru, aby vytvořil efekt unikajícího plynu a nastávající zkázy.“
Přes všechny výhrady je Konzul často považován za Menottiho nejlepší, nejzávažnější nebo nejctižádostivější dílo. Jeho účinek nespočívá ani tak v samotné hudbě jako spíše – slovy Jana L. Broeckxe v časopise The Musical Quaterly (1959) – „v mimořádné integraci myšlenky, textu, hudby a inscenace“.

## Inscenační historie
Konzul se po svém newyorském triumfu rychle rozšířil do dalších amerických divadel i do jiných zemí. Evropská premiéra se konala 3. ledna 1951 ve švýcarské Basileji; v rychlém sledu následovaly i první inscenace německá (13. ledna 1951 Stadttheater, Hamburk, v hlavní roli Martha Mödl), italská (22. ledna 1951 La Scala, Milán), belgická (24. dubna 1951 Théâtre de la Monnaie, Brusel); britská (7. února 1951 Cambridge Theatre, Londýn) a francouzská (2. května 1952 Théâtre des Champs-Élysées, Paříž) premiéra byly hostováním newyorského inscenačního týmu, vlastní britské nastudování uvedlo až roku 1954 londýnské divadlo Sadler's Wells. S větším zpožděním následovaly např. premiéry japonská (Tokio 1955), nizozemská (1956), argentinská (Buenos Aires 1967) atd. Konzul založil Menottiho mezinárodní renomé, do deseti let od premiéry se hrál asi ve 20 zemích v 12 jazycích a vedle dětské opery Amahl a noční návštěvníci zůstal Menottiho nejhranějším dílem.
Námět opery si udržoval svou aktuálnost především v kontextu studené války. Když měl být Konzul proveden na florentském festivalu Maggio musicale fiorentino roku 1971, protestoval proti jeho „proamerické“ a „protisovětské“ tendenci veřejně skladatel Luigi Nono a na protest stáhl z programu festivalu svou opera Intolerance 1960. Přesto se dílo, které v mnohém popisovalo život v zemích komunistického bloku, dostalo i za železnou oponu, a to nejprve do polské Poznaně roku 1962. V Československu pak uvedlo Konzula Slovenské národní divadlo v Bratislavě, poprvé dne 2. června 1966. V témže roce následovalo i první uvedení v Sovětském svazu, konkrétně v Arménském divadle opery a baletu v Jerevanu.> Menotti si byl ostatně různého politického využití svého díla vědom a poznamenal, že „[j]e zajímavé, že ať hrají [Konzula] kdekoli, vždycky umístí konzulát do nějaké jiné země“. Po uvolněnější atmosféře 60. let (zakončených inscenací ve Varšavě roku 1972) se Konzul ve východním bloku objevil až v estonské verzi v inscenaci tallinnské televize na jaře roku 1988.
V 21. století se Konzul hraje zejména ve Spojených státech amerických (databáze Opera America zaznamenává četné inscenace). Ze zbytku světa lze jmenovat inscenace v Buenos Aires (2009), v kanadském Montrealu (2011), v německém Neustrelitz (2013).
V českých zemích Konzul dosud inscenován nebyl.

## Osoby a první obsazení
| Osoba                        | hlasový obor      | světová premiéra (1.3.1950) |
| ---------------------------- | ----------------- | --------------------------- |
| Magda Sorelová               | soprán            | Patricia Neway              |
| Sekretářka na konzulátě      | mezzosoprán       | Gloria Lane                 |
| Matka Johna Sorela           | alt               | Marie Powers                |
| John Sorel, Magdin manžel    | baryton           | Cornell MacNeil             |
| Agent tajné policie, padouch | bas               | Leon Lishner                |
| Nika Magadorff, kouzelník    | tenor             | Andrew McKinley             |
| Pan Kofner                   | basbaryton        | George Jongeyans            |
| Cizinka                      | soprán            | Maria Marlo                 |
| Anna Gomezová                | soprán            | Maria Andreassi             |
| Vera Boronelová              | mezzosoprán / alt | Lydia Summers               |
| Assan                        | baryton           | Francis Monachino           |
| Hlas na nahrávce             | soprán            | Mabel Mercer                |
| 1. policista v civilu        | němá role         | Chester Watson              |
| 2. policista v civilu        | němá role         | Donald Blackey              |
| Dirigent:                    | Dirigent:         | Lehman Engel                |
| Režie:                       | Režie:            | Gian Carlo Menotti          |
| Choreografie:                | Choreografie:     | John Butler                 |

## Instrumentace
Flétna (pikola), hoboj (anglický roh), klarinet, fagot, dva lesní rohy, dvě trubky, pozoun, tympány, bicí souprava, harfa, klavír, smyčce.

## Děj opery

### 1. jednání
(1. obraz: V Sorelově bytě, časně ráno)
Oknem je slyšet gramofon v blízké kavárně hrající francouzskou píseň (Tu reviendras). Náhle vklopýtá zraněný John Sorel. Jeho manželka Magda s dítětem v náručí a jeho matka přispěchají a vyptávají se, co se stalo (krátký duet Magdy a matky Oh, John, what have you done?). John vypráví o nebezpečí, které mu hrozí: účastnil se tajné schůzky bojovníků za svobodu, ale někdo je zradil a překvapila je policie, jen málokomu z účastníků se podařilo uprchnout (árie I was given orders to go to Nana's place for a secret meeting). Když do domu vstoupí policie, podaří se Johnovi skrýt se na střeše. Johnova matka si zoufá nad neustálým pronásledováním, jemuž jej jejich rodina vystavena (árie Shall we never see the end of all this?). Do bytu vstupuje agent tajné policie se dvěma pomocníky, kteří prohledávají byt, nic ale nenaleznou. Policista se vyptává Magdy na to, kde je její manžel, a pokouší se ji přesvědčit, aby mu prozradila jména Sorelových přátel; když Magda trvá na tom, že nic neví, přísně ji varuje (árie Mrs Sorel, your husband has many friends). Po odchodu policie John vysvětluje, že bude muset emigrovat. Pověří Magdu, aby nejprve na konzulátě jisté mocnosti zařídila pro sebe a pro jejich dítě potřebné výjezdní vízum. Sám se k nim připojí později. John se loučí s manželkou a matkou a opouští byt (tercet Now, o lips, say good-bye).
(2. obraz: Na konzulátě, později téhož dne)
Na konzulátě čekají na svá víza různí lidé. Úřední moc zde vykonává sekretářka: kontroluje doklady, rozděluje dotazníky, zamítá žádosti o vízum a nechává všechny bezohledně čekat. Mezi žadateli je jistý pan Kofner, jehož doklady ani dnes nejsou v pořádku, a Italka, jejíž vyprávění o nemocné dcerce musí být překládáno z italštiny. Magda vstupuje na konzulát a žádá sekretářku, aby byla propuštěna ke konzulovi. Představuje se jako manželka bojovníka za svobodu Sorela. Je to ale marné, není jí přidělen žádný termín schůzky, jen formuláře, které musí nejprve vyplnit. Byrokratický koloběh začíná. Magda si rezignovaně sedá mezi ostatní čekající (kvintet In endless waiting rooms the hour stands still).

### 2. jednání
(1. obraz: V Sorelově bytě, večer o měsíc později)
O čtyři týdny později je Magda stále ještě v bytě, protože dosud neobdržela žádný termín u konzula. Její dítě je smrtelně nemocné. Mučí ji příšerné sny: John a sekretářka se jí zjevují jako hrozivá zjevení. Magda se s výkřikem probouzí a tchyně ji utěšuje. Tu oknem proletí kamínek, smluvené znamení, aby zavolala prostředníka Assana. Přichází se tajný policejní agent a chce přimět Magdu ke zradě na Johnovi a jeho souvěrcích. Ta ho hněvivě vykazuje. Objeví se Assan a vypráví, že se John skrývá stále v pohraničních horách. Odejde do zahraničí, jakmile si bude jist, že Magda má vízum. Magda zapřísahá Assana, aby Johnovi nalhal, že její papíry jsou v pořádku. Ví, že jen tak může manžela zachránit. Mezitím její tchyně zjistí, že dítě zemřelo. Obě ženy hořekují ne nad mrtvým dítětem, ale nad Johnem, který už ho nikdy neuvidí (matčina árie I'm not crying for him – not for us, but for John).
(2. obraz: Na konzulátě, o několik dní později)
V čekárně sedí stále tíž žadatelé. Sekretářka nalezla žádost Anny Gomezové a sděluje jí, že její případ není nijak jedinečný a že neví, co by pro paní Gomezovou mohla učinit. Vstupuje Magda a prosí ostatní, aby jí přepustili své místo ve frontě. Kouzelník Magadoff jí to sice zdráhavě povolí, ale sekretářka takový postup zamítne, neboť je proti úředním zásadám. Kouzelník se pokouší prokázat se svým uměním a ukazuje nejrůznější triky, jimiž uvede všechny do transu (scéna My charming Ma’moiselle). Jen sekretářka tím není dotčena a vehementně si stěžuje proti narušení řádného chodu kanceláře. Magda úpěnlivě prosí sekretářku, aby byla konečně uvedena ke konzulovi. Opět je zdvořile odmítnuta, což vede k plamenné žalobě Magdy proti byrokracii (Magdina árie To this we’ve come... Papers, papers!). Sekretářka je zdá se pohnuta a slibuje, že Magdu přece jen uvede ke konzulovi, jen co odejde důležitý návštěvník, s nímž je právě zaneprázdněn. Když se otevřou dveře konzulovy kanceláře, vychází z nich tajný agent. Magda omdlévá, a tím promarní svou příležitost.

### 3. jednání
(1. obraz: Na konzulátě, pozdě odpoledne o několik dní později)
Magda opět čeká na konzulátě a zažívá, jak Vera Boronelová konečně dostává své dokumenty. Assan přichází na konzulát, aby Magdě sdělil, že John se i přes nepříznivé postavení, ve kterém se nalézá, vrátí. Magda spěchá domů. Několik minut před koncem úředních hodin přichází na konzulát John. Policie jej stíhá a vniká do prostor konzulátu. Přes protesty sekretářky proti zadržení na extrateritoriální půdě je John odveden. Sekretářka slibuje Johnovi, že Magdě telefonicky předá zprávu.
(2. obraz: V Sorelově bytě, téhož večera)
Telefon zvoní a zmlkne, když Magda přichází domů. Je u konce a rozhodnuta k sebevraždě. Frustrovaně otevírá všechny plynové kohouty (scéna I’ve never meant to do this). V předsmrtném vidění se jí zjevují tchyně, John, sekretářka a všechny osoby z konzulátu. Když začne telefon znovu zvonit, Magda se probudí, nemá ale už sílu ho zvednout. Telefon zvoní dál.

## Diskografie a filmografie
- 1950 (LP, Decca DL 9500-1; CD harmonia mundi 2007; Naxos 2008, 2010; Cantus Classics 2008). Zpívají (John Sorel) Cornell MacNeil, (Magda Sorel) Patricia Neway, (matka) Marie Powers, (agent tajné policie) Leon Lishner, (sekretářka) Gloria Lane, (Kofner) George Jongeyans, (cizinka) Maria Marlo, (Anna Gomez) Maria Andreassi, (Vera Boronel) Lydia Summers, (kouzelník) Andrew McKinley, (Assan) Francis Monachino. Orchestr Ethel-Barrymore Theatre Broadway řídí Lehman Engel. (Nahrávka na základě první inscenace pořízená měsíc po premiéře.)
- 1960 (DVD, VAI) Zpívají (John Sorel) Chester Ludgin, (Magda Sorel) Patricia Neway, (matka) Evelyn Sachs, (agent tajné policie) Leon Lishner, (sekretářka) Regina Sarfaty. Diriguje Werner Tokanowsky, režie Gian Carlo Menotti.
- 1963 (DVD, televizní inscenace SFB/ÖRF). Zpívají (John Sorel) Eberhard Wächter, (Magda Sorel) Melitta Muszely, (matka) Res Fischer, (agent tajné policie) Willy Ferenz, (sekretářka) Gloria Lane, (Kofner) Friedrich Nidetzky, (Italka) Ljuba Welitsch, (Anna Gomez) Laurence Dutoit, (Vera Boronel) Hilde Konetzni, (kouzelník) László Szemere, (Assan) Alois Pernerstorfer, (zpěvačka) Eva Pilz. Orchestr Wiener Volksoper řídí Franz Bauer-Theussl. Režie Rudolph Cartier. Zpíváno v němčině.
- 1998 (CD, Chandos 9706). Zpívají (John Sorel) Louis Otey, (Magda Sorel) Susan Bullock, (matka) Jacalyn Kreitzer, (agent tajné policie) Charles Austin, (sekretářka) Victoria Livengood, (Kofner) Herbert Eckhoff, (cizinka) Giovanna Manci, (Anna Gomez) Robin Blitch, (Vera Boronel) Malin Fritz, (kouzelník) John Horton Murray, (Assan) Graeme Broadbent. Spoleto Festival Orchestra řídí Richard Hickox. (Živý záznam z Festivalu dvou světů ve Spoletu.)
- 1998 (CD, Newport Classic 85645/2). Zpívají (John Sorel) Michael Chioldi, (Magda Sorel) Beverly O'Regan Thiele, (matka) Joyce Castle, (agent tajné policie) John Cheek, (sekretářka) Emily Golden, (Kofner) John Davies, (cizinka) Nathalie Morais, (Anna Gomez) Arianna Zuckerman, (Vera Boronel) Elisabeth Canis, (kouzelník) David Cangelosi, (Assan) James Demler. Orchestr Camerata New York řídí Joel Revzen. (Inscenace Berkshire Opera Group.)